# Patrimoine architectural religieux de Chamonix-Mont-Blanc
Le patrimoine architectural religieux de Chamonix-Mont-Blanc est riche en églises, chapelles, oratoires et nombreuses croix. Il témoigne de la foi chrétienne des habitants, notamment à travers des édifices remontant au début du XVIIe siècle.

## Le patrimoine architectural religieux
La connaissance du patrimoine architectural religieux de Chamonix-Mont-Blanc est particulièrement intéressante pour comprendre les modes de vie passés. Les églises, chapelles, croix et oratoires, témoignent de la foi des habitants, des us et coutumes de l'époque. C'est le retour de la Savoie au royaume de Piémont-Sardaigne en 1815, à la suite du traité de Paris du 30 mai 1814, qui fut le déclencheur du développement de la religion chrétienne.
Les oratoires ont un intérêt particulier. On les rencontre aux endroits stratégiques (croisée des chemins par exemple) où ils sont censés apporter la protection divine aux habitants et aux voyageurs.
Quant aux croix, œuvres d'artisans locaux, elles témoignaient de la fin d'un travail.
Les chapelles, qui appartenaient aux habitants des villages, assuraient leur protection et leur besoin de spiritualité. Elles sont presque toutes consacrées à des saints chargés de protéger les habitants contre les accidents de la montagne.

## Les églises

### L'art religieux baroque
Au XVIe siècle, la religion catholique, toute puissante, rejette les idées du protestantisme et organise la Contre-Réforme. Rome insiste pour que les artistes mettent leur art au service de la foi. C'est ainsi que naît l'art baroque : les couleurs et le mouvement sont là pour s'opposer à la rigueur de la réforme. Après s'être répandu rapidement dans l'Italie du Nord, l'art baroque s'étend à Turin, puis à la fin du XVIIe siècle, vers la France. Au XVIIIe siècle, la plupart des églises de la vallée sont rebâties dans ce style baroque par des maçons venant de la région de Milan. C'est ainsi que l'église de Chamonix est rebâtie en 1709 et celle d'Argentière en 1723.
Dans ces églises, la nef est unique. Le décor intérieur (couleurs vives, stucs, retables dorés...) contraste avec l'austérité de l'architecture extérieure.

### L'église Saint-Michel de Chamonix-Mont-Blanc

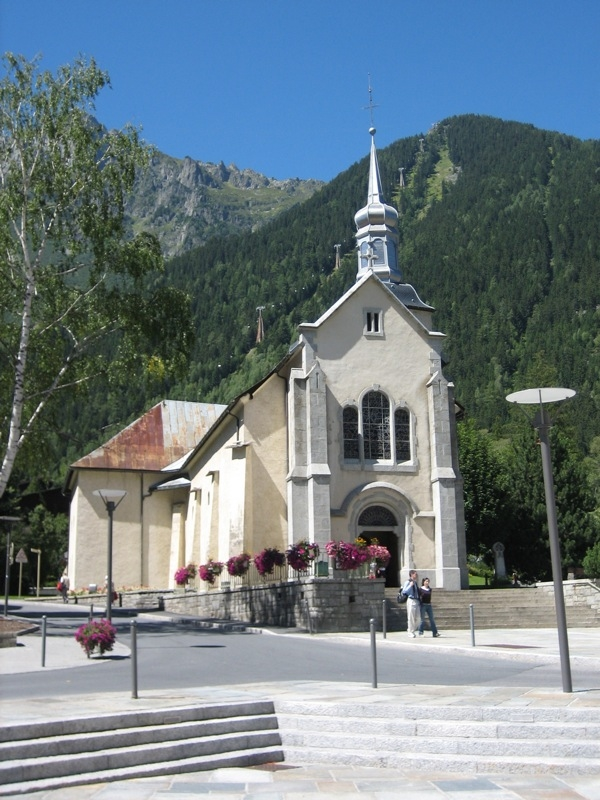
L'église Saint-Michel et la place du Triangle de l'amitié

L'église Saint-Michel de Chamonix-Mont-Blanc date du XIIe siècle. Elle a été reconstruite après un incendie au milieu du XVIIIe siècle. L'édifice est classé à l'inventaire des monuments historiques en 1979.
Cette église est placée sous le patronage de l'archange Michel. Dans la religion catholique, ces anges ont été placés par le Seigneur pour garder les hommes sur tous les chemins.
Le presbytère est inscrit à l'inventaire des monuments historiques depuis 1941.

### L'église Saint-Pierre d'Argentière

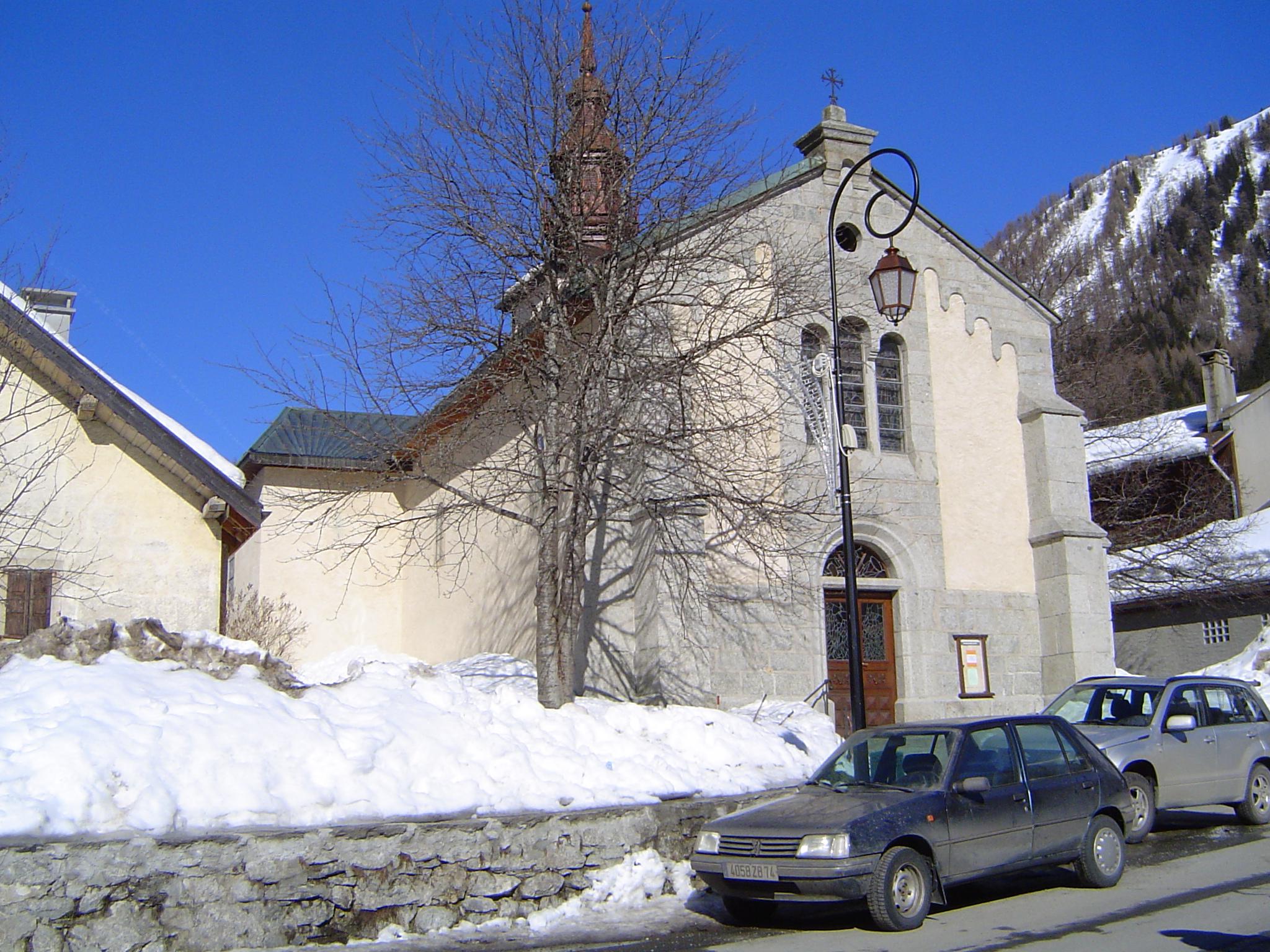
L'église Saint-Pierre d'Argentière.

L'église Saint-Pierre d'Argentière date du XVIIIe siècle.

## Les chapelles

### Les chapelles de culte catholique

#### La chapelle des Bossons
Située route des Monquarts, elle a été construite en 1685 et placée sous le patronage de saint Donat, saint Pierre, saint Nicolas, saint Blaise et sainte Agathe. Elle a été restaurée en 1991. C'est une petite chapelle : 5 mètres sur 10, le clocher atteint 10 mètres de haut. Construite en pleine période baroque, l'intérieur conserve des éléments de cette époque, notamment le retable, mais aussi des ajouts faits plus récemment comme le tabernacle du XIXe siècle au centre du retable.
Cette chapelle a servi de modèle au peintre Marc Chagall pour son œuvre L'hiver en Savoie considérée comme ayant été peinte en 1928-1930. L'horloge en façade qui figure sur cette gouache a disparu à la fin des années 1950.

#### La chapelle des Chosalets
Cette chapelle, construite en 1875, est dédiée à Notre-Dame du bon secours. Elle est située sur un terrain privé, chemin des Chosalets.
Cette chapelle a été construite grâce à la générosité de Jeanne Ravanel, fille de François Xavier Ravanel et d'Elisabeth Tissay. Depuis 1875, c'est l'une des rares chapelles privées de la vallée, entretenue par ses héritiers. C'est ainsi que le toit a été entièrement refait en tavaillons de mélèze, le coq a été redoré et les dernières peintures extérieures datent de 2011. Compte tenu des travaux à prévoir à l'intérieur, les héritiers ont créé l'association de la chapelle des Chosalets et ont souhaité faire don du bâtiment pour un euro symbolique à la commune, à condition qu'elle continue à l'entretenir et à la maintenir en lieu de culte. C'est pour sceller cet accord tripartite entre la mairie, la paroisse et l'association, qu'une messe y a été célébrée le 20 octobre 2017 en présence de nombreuses personnalités, dont un représentant de la Fondation du patrimoine, organisme qui envisage d'apporter une aide financière et d'ouvrir une souscription. Cette chapelle est richement décorée à l'intérieur : elle comprend six statues en bon état, un chemin de croix complet, une tribune. Fin 2017, elle n'est pas encore électrifiée. La commune de Chamonix-Mont-Blanc en doit en prendre possession début 2018.

#### La chapelle des Praz

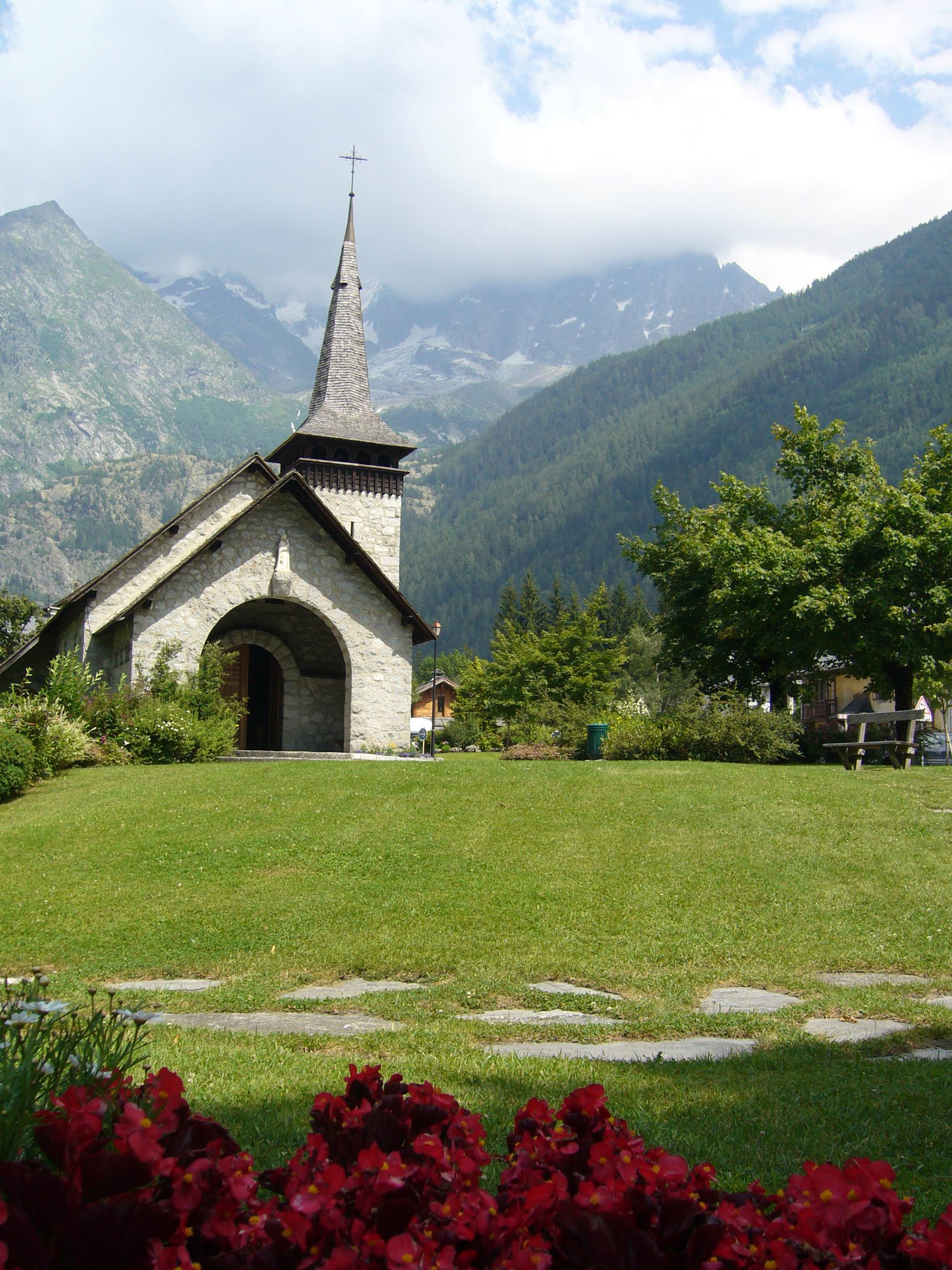
La chapelle des Praz.

À l'initiative des habitants du village des Praz, en remerciement pour avoir été protégés des affres de la guerre, la chapelle des Praz, située au centre du village, a été construite entre 1941 et 1960. L'architecte André Rostagnat avait aux Praz une résidence secondaire. Il a mis tout son talent au service de ce projet : un édifice en granit s'insérant parfaitement dans le paysage grandiose des Drus. Cette chapelle est très remarquée par les touristes pour l'élégance de son clocher élancé et de la forme de la toiture. C'est un lieu de silence et de prière, mais c'est aussi l'un des plus photographiés de la vallée : un élément essentiel du patrimoine chamoniard par son esthétique mais aussi par son aménagement intérieur pourtant très dépouillé, on peut y admirer les œuvres d'artisans de la région.

#### La chapelle des Tines
Cette chapelle, construite en 1777, est dédiée à saint Théodule, premier évêque de Sion. Elle est située chemin Saint-Roch, saint Roch était imploré au moment des épidémies de peste. Au XIVe siècle, une épidémie ravagea Chamonix et la tradition veut qu'elle se soit arrêtée à Tines. La chapelle a alors été construite en action de grâces.
Très endommagée au moment de la Révolution française, cette chapelle a été restaurée dès 1823. Depuis, le clocher a été rénové en 1950, les travaux de la toiture démarrés en 1986 se sont terminés en 1993. Une nouvelle restauration a été réalisée de 2016 à 2018 grâce à des dons et à l'intervention à titre gracieux d'artisans de la vallée.

#### La chapelle du Tour
Construite en 1685, la chapelle du Tour est la plus ancienne de la vallée. Elle a été fondée, avant même celle d'Argentière, par les habitants du Tour, aidés de ceux de Montroc. À l'époque, il leur était impossible de se rendre, en hiver, à Chamonix à cause des avalanches. Elle est dédiée à saint Bernard de Menthon, protecteur des troupeaux, et à saint Ours, archidiacre irlandais en poste à Aoste. Elle a été restaurée en 1995 grâce à l'aide financière du prince Sadruddin Aga Khan. La façade baroque a été refaite, le toit et le clocher ont été recouverts d'ancelles, le retable de l'autel a été totalement restauré.

### les chapelles de culte protestant

#### La chapelle anglaise de Chamonix-Mont-Blanc
Les très nombreux touristes et alpinistes anglais, ressentent le besoin de a construction d'un lieu de culte. 29 ares de terrain sont achetés par un pasteur protestant en 1855. Le temple est ensuite construit et ouvre ses portes en 1860. Près de cette chapelle, les alpinistes anglais morts en montagne reposent dans un petit cimetière.

#### La chapelle protestante d'Argentière
À Argentière aussi, la communauté protestante aspire à disposer d'un lieu de culte. Ce sera chose faite en 1920 après qu'un prédicateur achète un terrain au bout de la moraine.

## Les oratoires

### Oratoire des Barrats
Il est situé route des Pélerins.

### Oratoire des Bois
Il est situé à côté du 111 du chemin des Lanchettes.

### Oratoire des Chosalets
Il est situé chemin des Chosalets.

### Oratoire des Favrands
Il est situé en face du 254 du chemin des Favrands.

### Oratoire de la Frasse
Les deux oratoires de la Frasse se font vis-à-vis, après le 992 du chemin des Cristalliers.

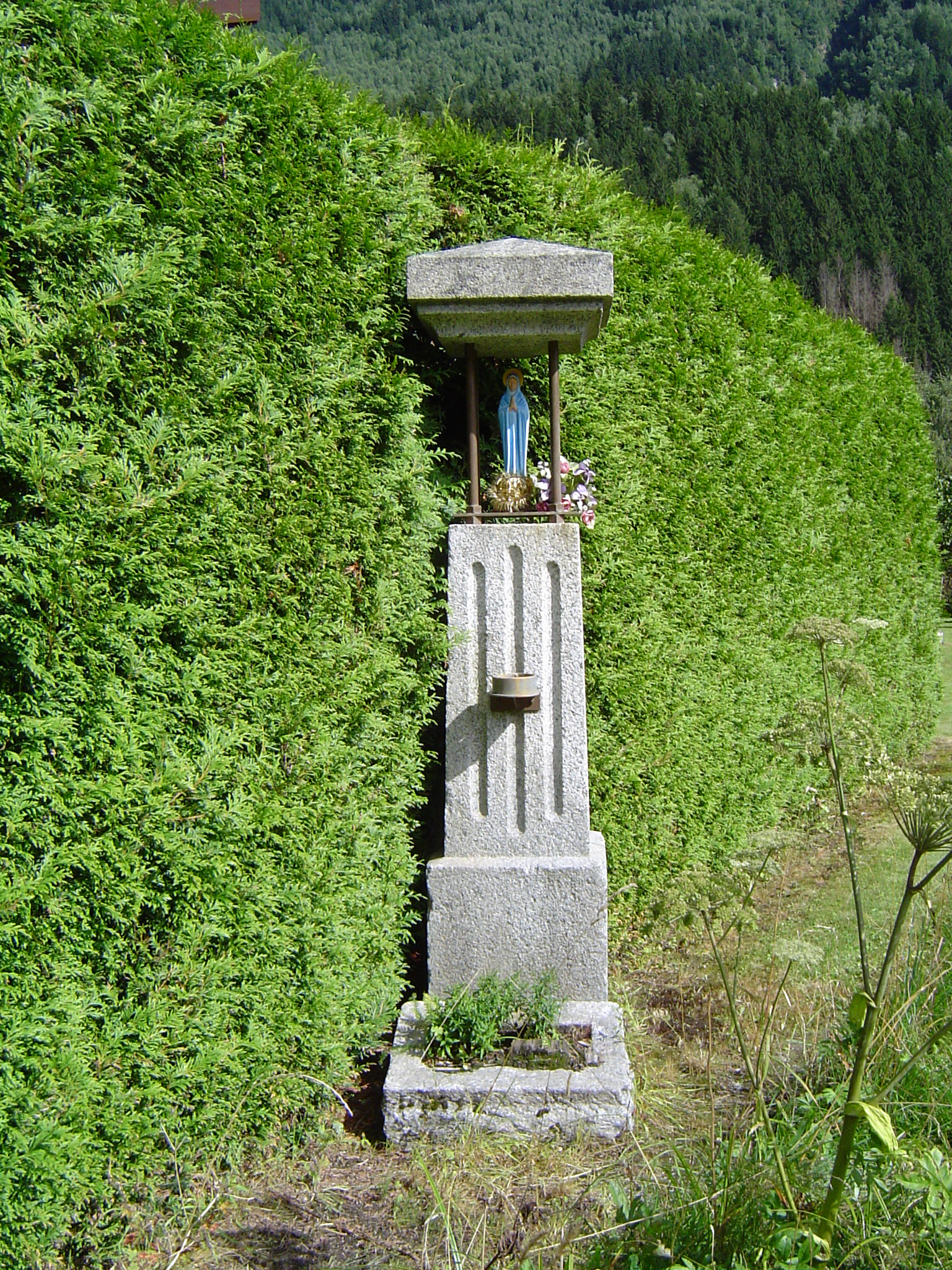
premier oratoire de la Frasse

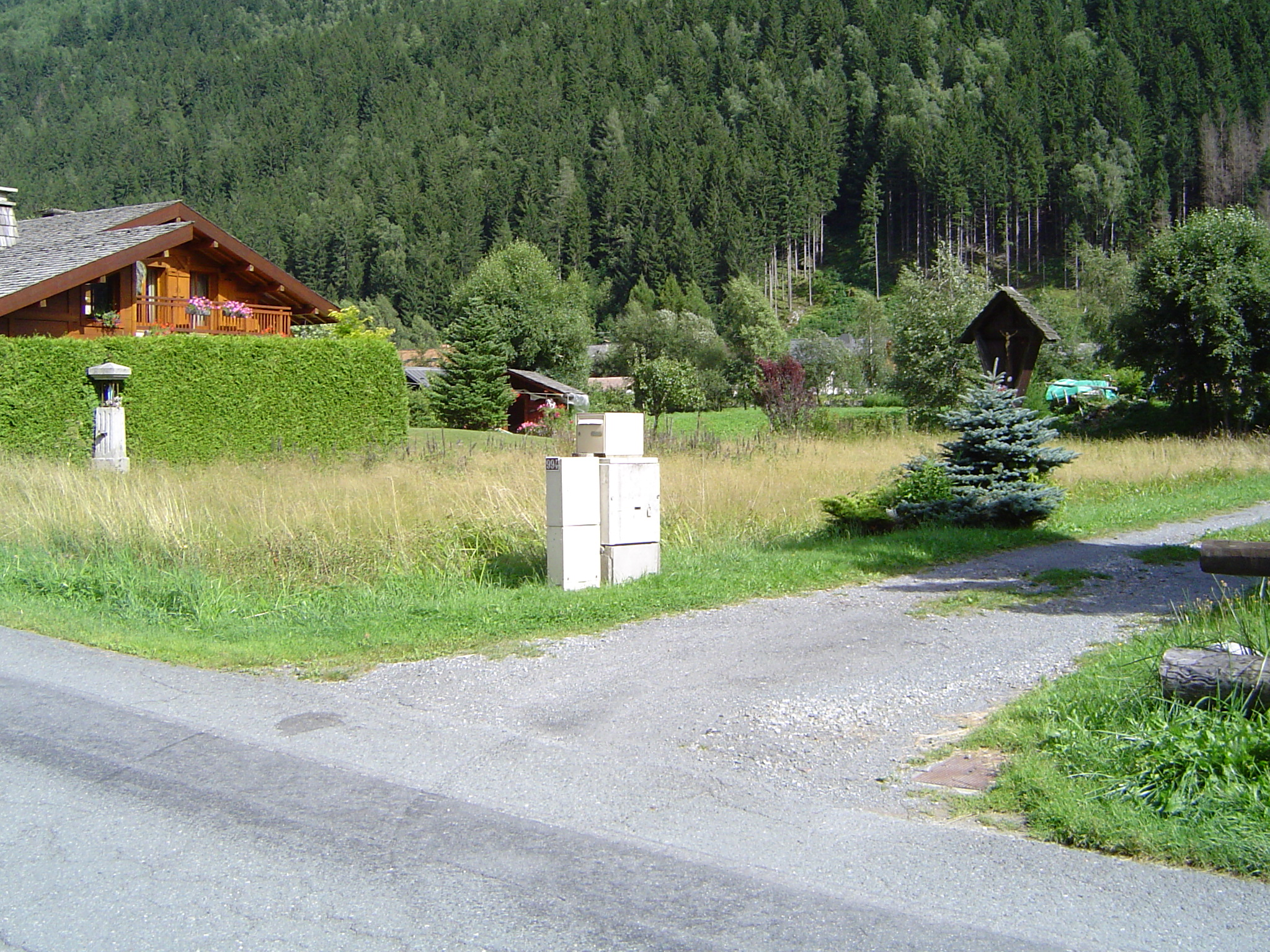
la Frasse

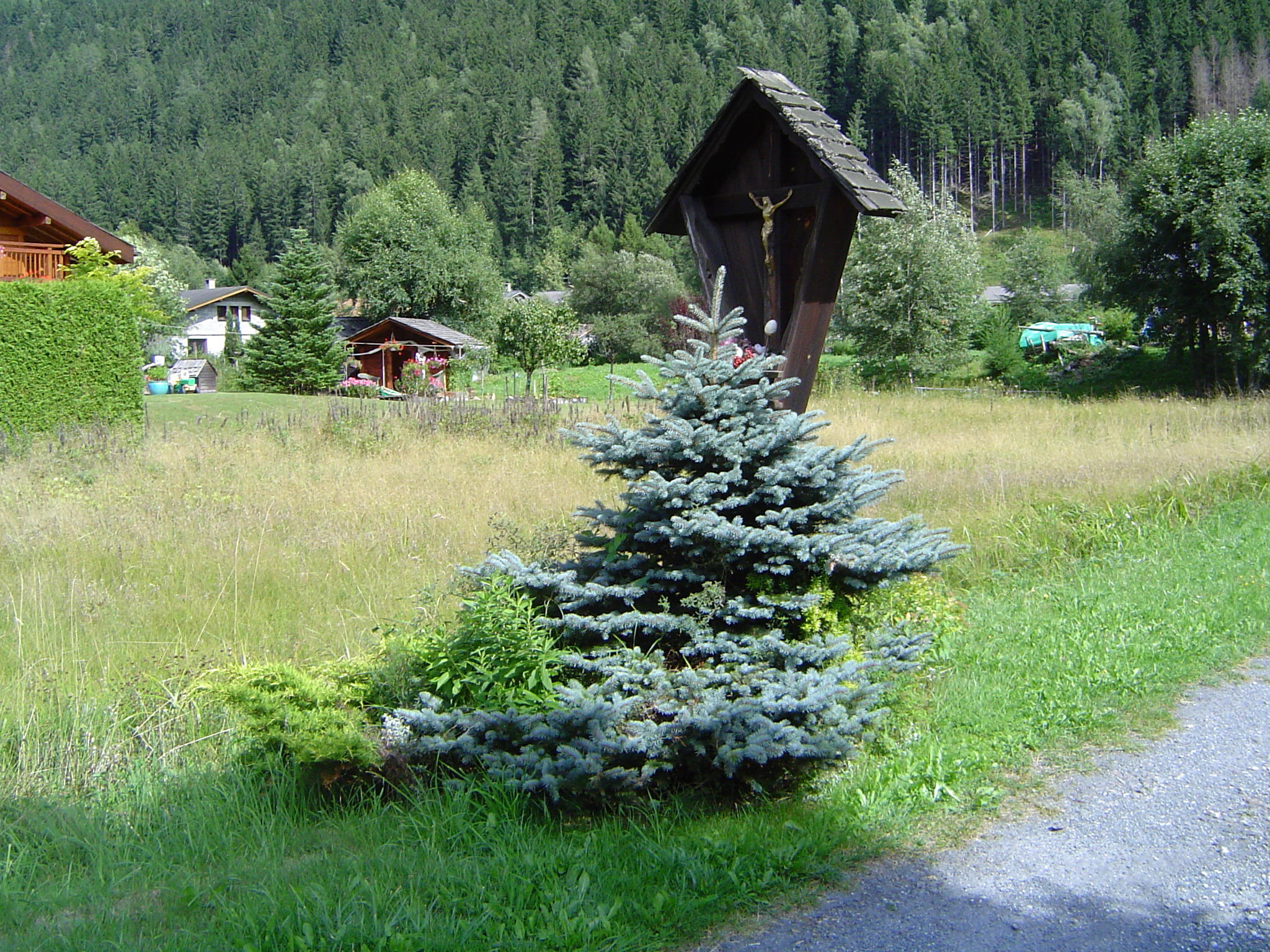
second oratoire de la Frasse

### Oratoire des Îles
Il est situé en face du tennis d'Argentière, le long de la route.

### Oratoire de la Joux
Il est situé dans un terrain privé.

### Oratoire de Montroc
Il est situé chemin de Gragni.

### Oratoire des Mouilles

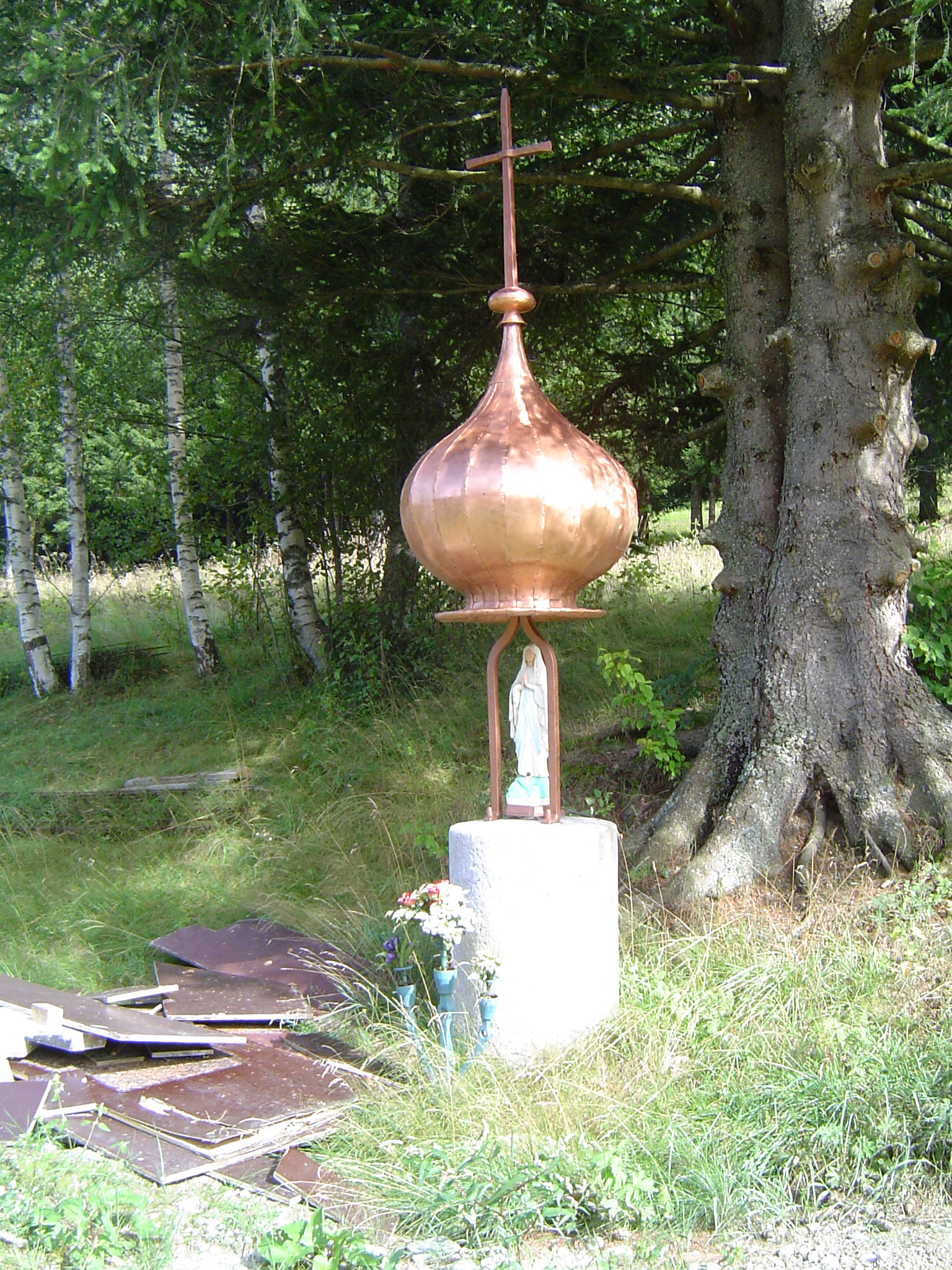
L'oratoire des Mouilles

Il est situé dans un champ, à droite du chemin des Béradis.

### Oratoire des Moussoux

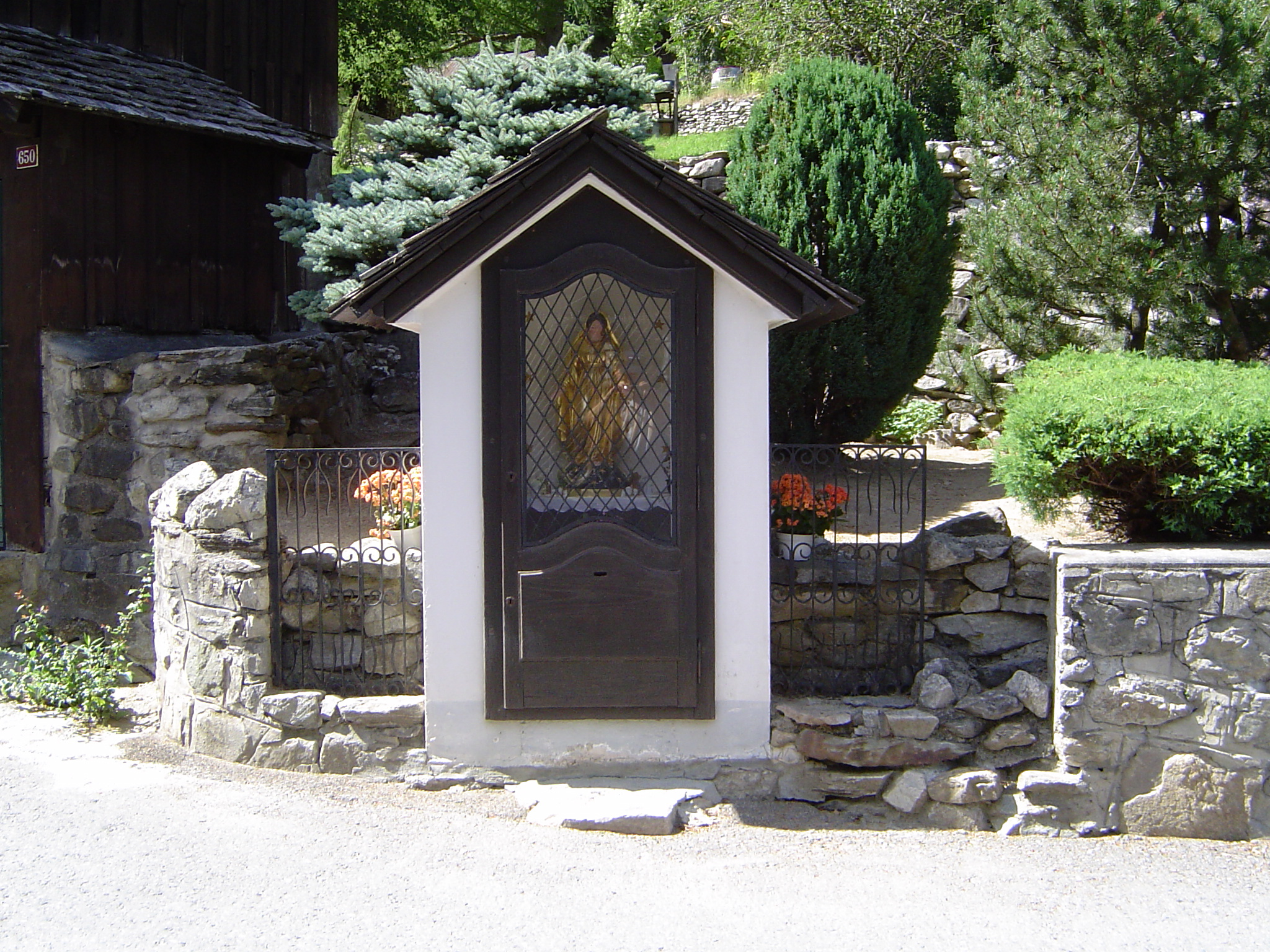
L'oratoire des Moussoux

Il est situé en face du 641 de la route des Moussoux.

### Oratoire des Pècles

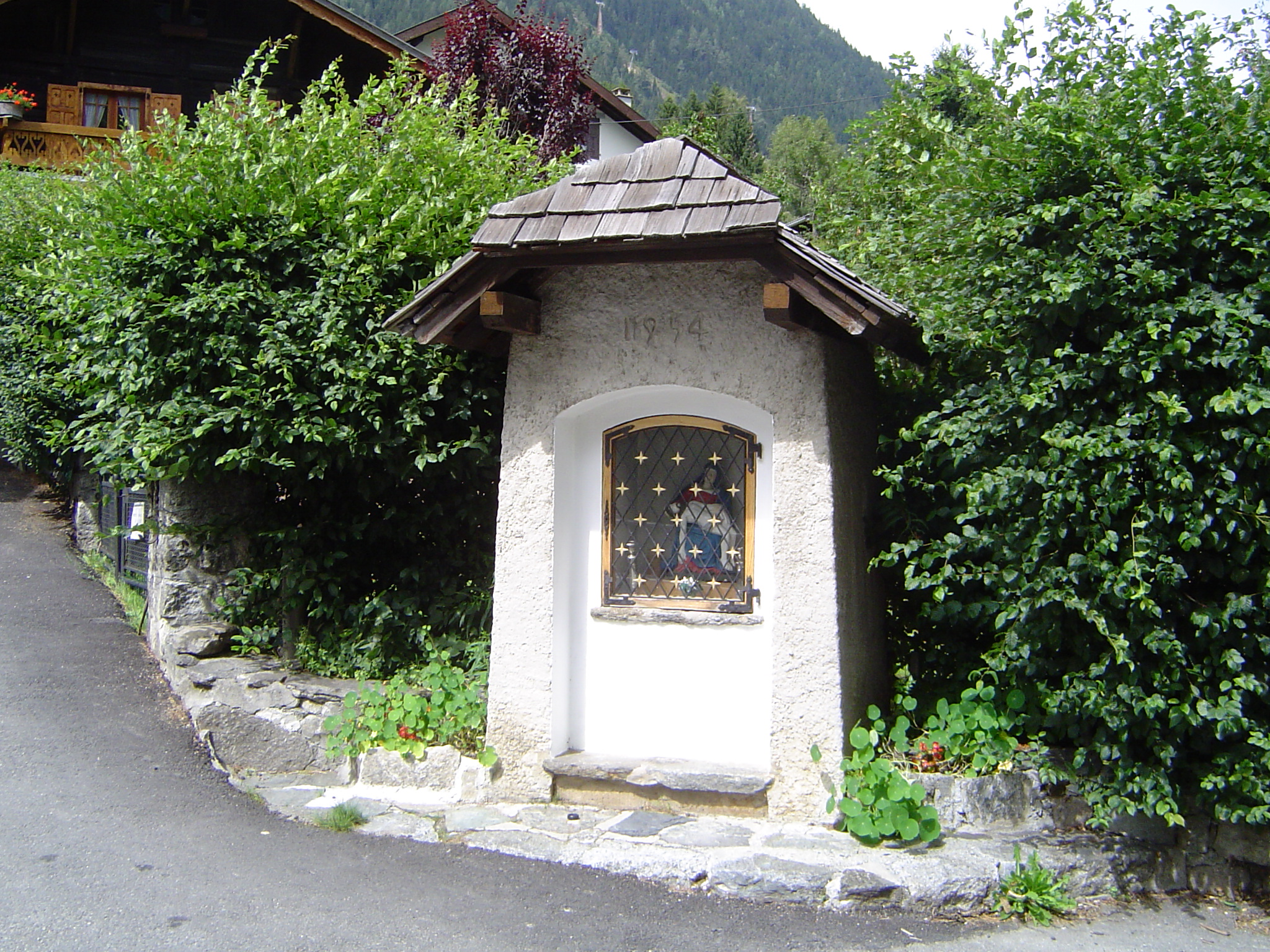
L'oratoire des Pècles

Il est situé au 588 de la route des Pècles.

### Oratoire des Pélerins d'en-bas (oratoire Sainte-Anne)
Il est situé chemin de la via d'Ava aux Pélerins-d'en-Bas.

### Oratoire des Pélerins-d'en-Haut
Il est situé le long du chemin qui mène à la cascade du Dard.

### Oratoire des Planards
Il est situé face au 161 du chemin du Biollay.

### Oratoire des Plans
Il est situé passage de l'Oratoire.

### Oratoire des Praz
Il est situé à côté du 1681 de la route des Praz.

### Oratoire des Praz-Conduits
Il est situé près du 360 de la rue du Lyret.

### Oratoire des Tines
Il est situé au 251 du chemin de Saint-Roch.

### Oratoire de Trélechamp
Il est situé sur le plateau de Trélechamp.

## Les croix

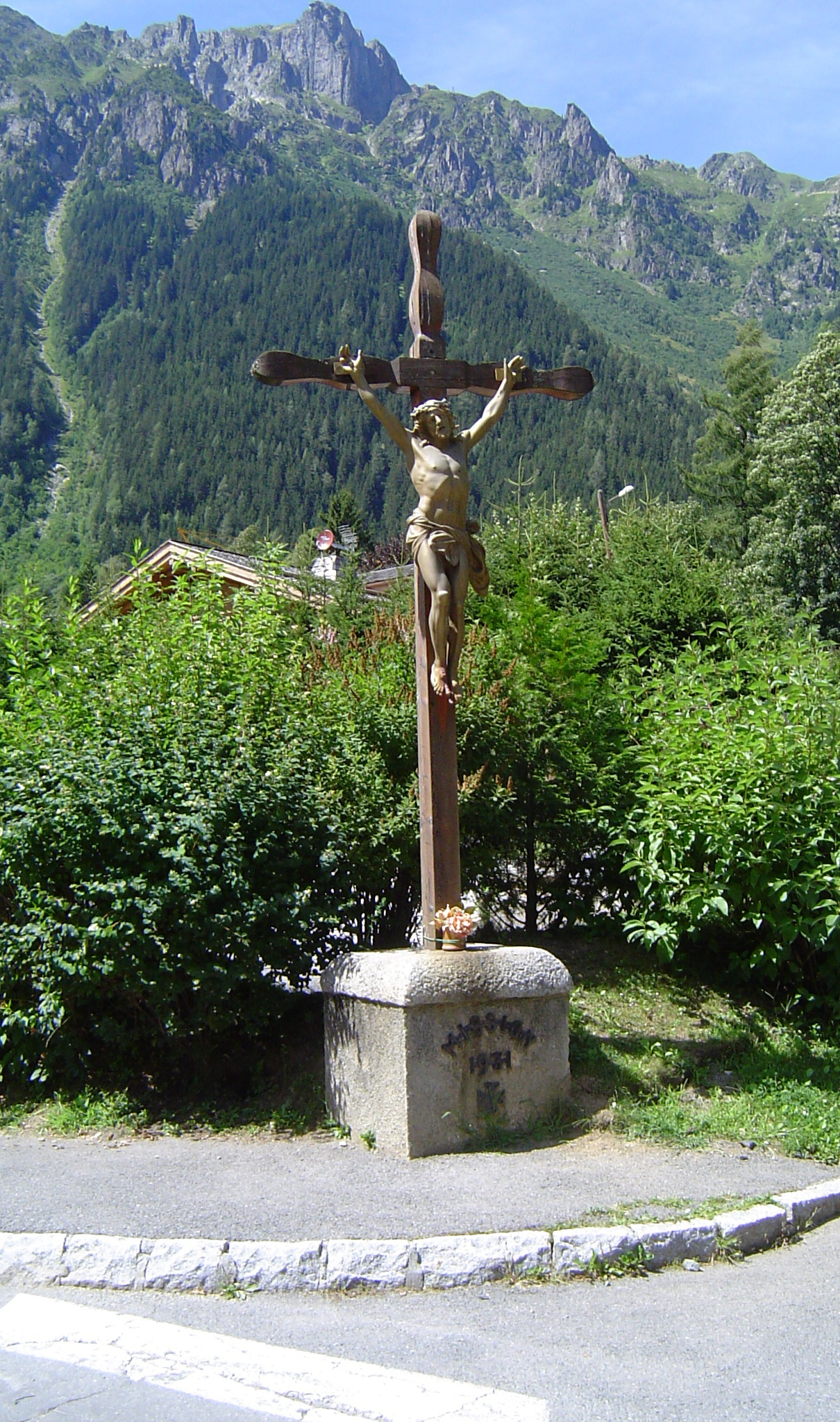
Croix des Pècles

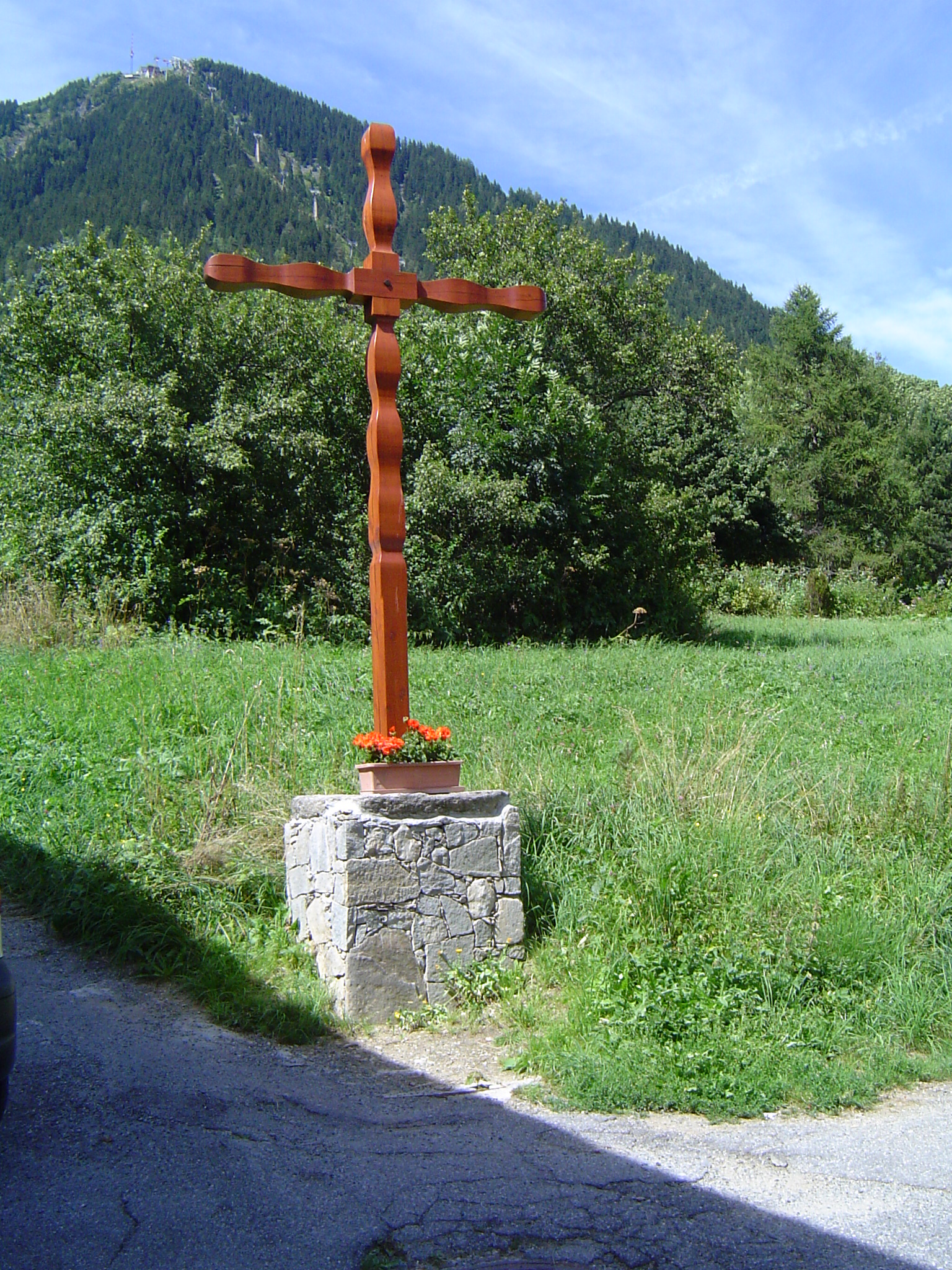
Croix des Moussoux

Autres témoins de la foi des habitants, les croix font partie des éléments qui façonnent le paysage de la commune. Plantées au bord des chemins, à certains carrefours ou en haut d'un col, « les unes sont expiatoires, d'autres commémoratives et la majeure partie d'entre elles sont directement protectrices ». Avec le retour de la Savoie au royaume de Piémont-Sardaigne en 1815, des croix furent érigées en signe de repentance des impiétés perpétrées pendant la Révolution française : ce sont les « croix de mission », qui rappellent les engagements pris par les paroisses à cette occasion. C'est à partir de cette époque que furent dressées sur des socles en granit des croix en ferronnerie, destinées à durer, les croix en bois devant être renouvelées plus souvent, soumises aux rigueurs du climat.

## Pour approfondir